# Karl-Heinz Florenz

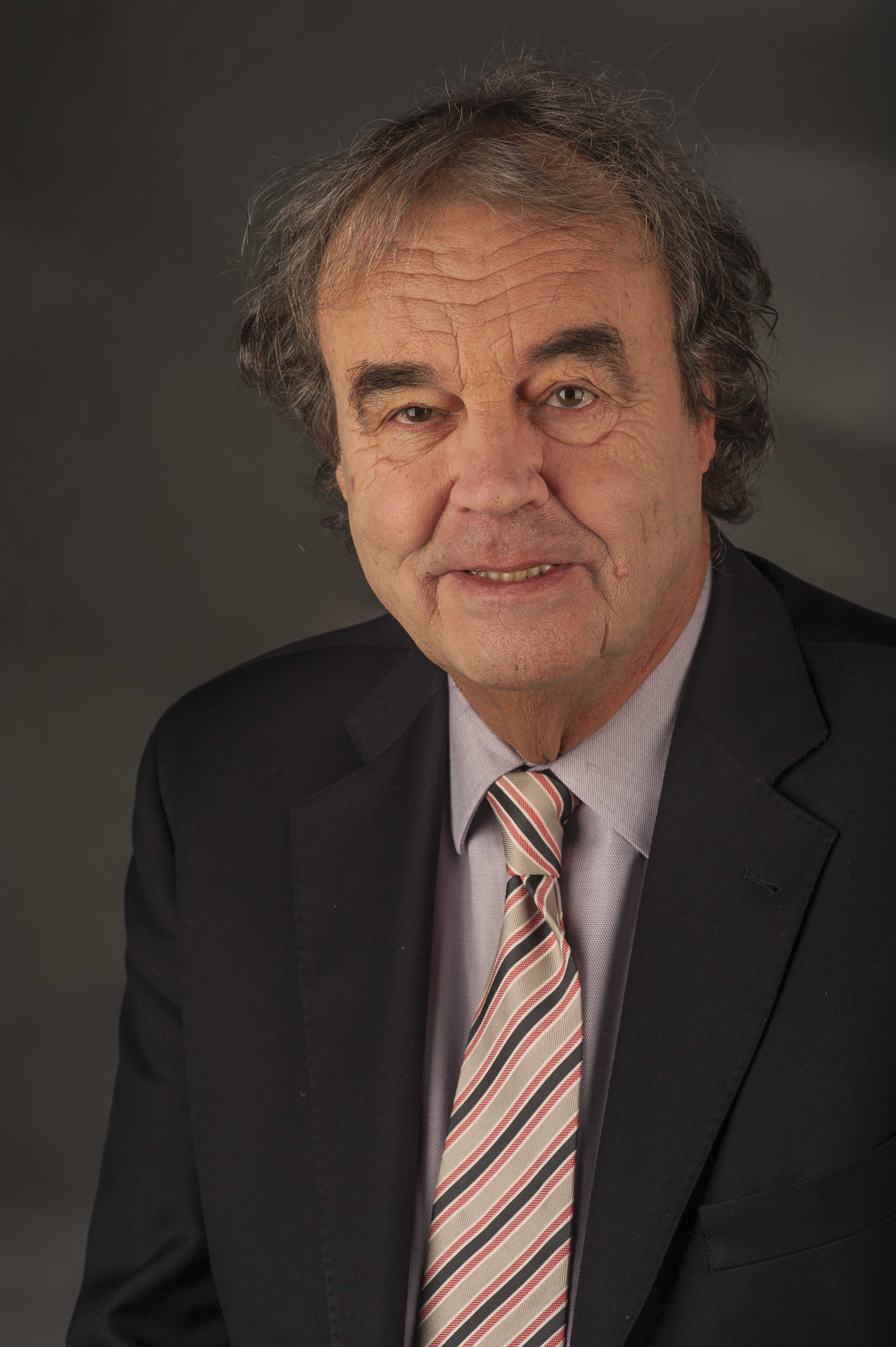
Karl-Heinz Florenz (2014)

Karl-Heinz Florenz (* 22. Oktober 1947 in Neukirchen-Vluyn) ist ein deutscher Politiker (CDU) und war von 1989 bis 2019 Europaabgeordneter für Nordrhein-Westfalen. Im Europaparlament war er Mitglied des Ausschusses für Umweltfragen, Volksgesundheit und Lebensmittelsicherheit sowie der Delegation für die Beziehungen zu den Vereinigten Staaten. Ferner war Florenz stellvertretender Vorsitzender des Ausschusses für Binnenmarkt und Verbraucherschutz und der Delegation im Gemischten Parlamentarischen Ausschuss EU-Mexiko. Zur Europawahl 2019 trat er nicht wieder an.

## Leben
Nach einer Banklehre und einer Ausbildung zum Landwirtschaftsmeister sowie einem Auslandsaufenthalt in den USA übernahm er den Hof und heiratete seine Frau Gisela, mit der er drei Kinder hat. Neben der Abgeordnetentätigkeit bewirtschaftet er seinen landwirtschaftlichen Betrieb seit mehr als 30 Jahren; er baut Zuckerrüben, Raps, Getreide und Mais an. Zu seinen Hobbys zählt der Reitsport, besonders das Vielseitigkeitsreiten. Zudem sammelt und restauriert Karl-Heinz Florenz alte Traktoren der Marke Lanz Bulldog.

## Politik
- 1973: Eintritt in die CDU
- von 1984 bis 1989: Mitglied des Stadtrates von Neukirchen-Vluyn
- 1989 bis 2019: Mitglied des Europäischen Parlaments für die Region Niederrhein (den Kreis Kleve, den Rhein-Kreis Neuss, den Kreis Viersen, den Kreis Wesel sowie für die kreisfreien Städte Krefeld und Mönchengladbach)
- von 1994 bis 2004: Obmann der EVP-ED-Fraktion im Ausschuss für Umweltfragen, Volksgesundheit und Verbraucherschutz
- von 2004 bis 2007: Vorsitzender des Ausschusses für Umweltfragen, Volksgesundheit und Lebensmittelsicherheit

In der Periode war 2009 ist Florenz Mitglied im Ausschuss für Umweltfragen, öffentliche Gesundheit und Lebensmittelsicherheit und in der Delegation für die Beziehungen zu den Vereinigten Staaten.
Stellvertreter ist Florenz im Ausschuss für Verkehr und Fremdenverkehr und der Delegation im Gemischten Parlamentarischen Ausschuss EU-Mexiko.
Seine Hauptaktivitäten umfassten neben dem Bereich „Klimaschutz und nachhaltige Entwicklung“ auch Themen wie Nichtraucherschutz oder Umwelt- und Chemikalienpolitik. Florenz war Berichterstatter im nichtständigen Ausschuss des Europäischen Parlaments zum Klimawandel. Während seiner Zeit als Ausschussvorsitzender des Umweltausschusses wurde u. a. die REACh-Verordnung zur Chemikaliengesetzgebung in Europa verabschiedet.

## Mitgliedschaften
- Europa-Union Parlamentariergruppe Europäisches Parlament.[4]

## Ehrungen
- Bundesverdienstkreuz am Bande (29. November 2000)[5]